# Margrethe Marie Thomasine Numsen
Margrethe Marie Thomasine Numsen, född Ingenhaef(f) 8 mars 1705, död 8 oktober 1776 på Løvenborg, var en dansk hovdam. 
Hon var dotter till generalmajor Johan Peter Ingenhaeff och gifte sig 1725 med general Michael Numsen. Hon mottog orden l'union parfaite 1735. Efter sin makes död år 1757 framträdde hon som en hovets centralfigurer. Hon ryktades ha mycket inflytande och blev ofta utsatt för förtal och dåliga omdömen. 
Efter arresteringen av drottning Caroline Mathilde 1772 blev hon hovmästarinna vid hovet för tronföljaren, kronprins Fredrik. hon blev omtyckt av Fredrik, som kallade henne Mutter (Moder), och beskrivs som en av höjdpunkterna i hans barndom. I september 1773 avlägsnades hon dock från sin befattning efter att ha deltagit i en intrig riktad mot änkedrottningen. Hon utnämndes efter avskedet till abbedissa för Vallø Stift, en post hon innehade till sin död.